# Dicallaneura birana
Dicallaneura birana är en fjärilsart som beskrevs av Hans Fruhstorfer 1914. Dicallaneura birana ingår i släktet Dicallaneura och familjen Riodinidae. Inga underarter finns listade i Catalogue of Life.